# It Ain't Me Babe (The Turtles)
It Ain't Me Babe è il primo album in studio del gruppo musicale statunitense The Turtles, pubblicato nel 1965.

## Tracce
Side 1
1. Wanderin' Kind (Howard Kaylan) – 2:06
2. It Was a Very Good Year (Ervin Drake) – 1:55
3. Your Maw Said You Cried (Stephen Schlaks, B. Glazer) – 1:43
4. Eve of Destruction (P. F. Sloan) – 2:40
5. Glitter and Gold (Barry Mann, Cynthia Weil) – 2:08
6. Let Me Be (P.F. Sloan) - 2:20

Side 2
1. Let the Cold Winds Blow (Kaylan) – 2:18
2. It Ain't Me Babe (Bob Dylan) – 2:09
3. A Walk in the Sun (Kaylan) – 2:13
4. Last Laugh (Kaylan, Nita Garfield) – 1:45
5. Love Minus Zero/No Limit (Dylan) – 2:53
6. Like a Rolling Stone (Dylan) – 3:15

## Formazione
- Al Nichol - chitarra, tastiera, voce, basso
- Mark Volman - chitarra, voce
- Don Murray - batteria
- Howard Kaylan - tastiera, voce